# Halimah Nakaayi
Halimah Nakaayi (* 6. Oktober 1994 in Mukono) ist eine ugandische Mittelstreckenläuferin, die sich auf den 800-Meter-Lauf spezialisiert hat. Ihren größten Erfolg feierte sie mit dem Weltmeistertitel über 800 m im Jahr 2019.

## Sportliche Laufbahn
Erste internationale Erfahrungen sammelte Halimah Nakaayi bei den 2010 erstmals ausgetragenen Olympischen Jugendspielen, bei denen sie  im 400-Meter-Lauf im Finale disqualifiziert wurde. Im Jahr darauf schied sie bei den Jugendweltmeisterschaften nahe Lille in 2:13,50 min in der ersten Runde über 800 Meter aus und siegte anschließend in 56,13 min bei den Commonwealth Youth Games in Douglas. Zudem schied sie dort über 800 Meter in der ersten Runde aus. 2010 gelangte sie bei den Juniorenweltmeisterschaften in Barcelona bis in das Halbfinale, in dem sie disqualifiziert wurde. Im Jahr darauf wurde sie bei den Juniorenafrikameisterschaften in Bambous jeweils Vierte über 400 und 800 Meter. Ein Jahr darauf nahm sie erstmals an den Commonwealth Games in Glasgow teil und schied dort mit 57,51 s in der ersten Runde aus. Bei der Sommer-Universiade 2015 im südkoreanischen Gwangju schied sie mit 57,13 s im Halbfinale aus und wurde mit der ugandischen 4-mal-400-Meter-Staffel in 3:45,40 min Fünfte. Bei den Afrikameisterschaften in Durban schied sie über 800 Meter im Vorlauf aus, qualifizierte sich aber für eine Teilnahme an den Olympischen Spielen in Rio de Janeiro, bei denen sie mit 2:00,63 min im Halbfinale ausschied. 2017 gewann sie bei den Islamic Solidarity Games in Baku in 2:01,60 min die Silbermedaille hinter der Marokkanerin Malika Akkaoui. Zudem schied sie bei den Weltmeisterschaften in London mit 2:01,74 min im Halbfinale aus.
2018 nahm sie erneut an den Commonwealth Games im australischen Gold Coast teil und schied dort mit 2:01,69 min im Vorlauf aus. Zudem wurde sie mit der 4-mal-400-Meter-Staffel in 3:35,03 min Achte. Im August gelangte sie bei den Afrikameisterschaften in Asaba in 1:58,90 min auf den vierten Platz. Im Jahr darauf lief sie bei den Afrikaspielen in Rabat in 2:03,55 min über 800 Meter hinter der Äthiopierin Hirut Meshesha und Rababe Arafi aus Marokko auf Rang drei. Ende September gewann sie bei den Weltmeisterschaften in Doha mit einer Verbesserung ihres Nationalrekordes auf 1:58,04 min überraschend Gold. 2021 wurde sie bei den Bislett Games in 1:58,70 min Zweite und erreichte anschließend bei den Olympischen Spielen in Tokio das Halbfinale, in dem sie mit 2:04,44 min ausschied. 2022 gewann Nakaayi bei den Hallenweltmeisterschaften in Belgrad in 2:00,66 min die Bronzemedaille über 800 m hinter der US-Amerikanerin Ajeé Wilson und Freweyni Hailu aus Äthiopien. Im Juli schied sie bei den Weltmeisterschaften in Eugene mit 2:01,05 min im Halbfinale aus und anschließend gelangte sie bei den Commonwealth Games in Birmingham mit 2:01,17 min auf Rang acht. 
2023 wurde sie beim Memoriał Kamili Skolimowskiej in 1:57,78 min Zweite und anschließend beim London Athletics Meet mit 1:57,62 min Dritte. Im August erreichte sie bei den Weltmeisterschaften in Budapest das Finale und belegte dort in 1:59,18 min den achten Platz. Im Jahr darauf belegte sie bei den Hallenweltmeisterschaften in Glasgow in 2:05,53 min den sechsten Platz und kurz darauf gewann sie bei den Afrikaspielen in Accra in 1:58,59 min die Silbermedaille hinter der Äthiopierin Tsige Duguma. Zudem belegte sie dort in 4:09,40 min den fünften Platz über 1500 Meter. Im Mai siegte sie in 1:57,56 min beim USATF Los Angeles Grand Prix und beim London Athletics Meet stellte sie mit 1:57,26 min einen neuen Landesrekord auf. Anschließend schied sie bei den Olympischen Sommerspielen in Paris mit 2:02,88 min in der Hoffnungsrunde aus. 2025 schied sie bei den Hallenweltmeisterschaften in Nanjing mit 2:04,57 min in der Vorrunde aus.
2014 und 2019 wurde Nakaayi ugandische Meisterin in der 4-mal-400-Meter-Staffel sowie 2019 auch im 800-Meter-Lauf.

## Persönliche Bestleistungen
- 400 Meter: 53,02 s, 19. Juli 2017 in Kampala
- 800 Meter: 1:57,26 min, 20. Juli 2024 in London (ugandischer Rekord)
  - 800 Meter (Halle): 1:58,58 min, 17. Februar 2022 in Liévin (ugandischer Rekord)
- 1000 Meter: 2:34,88 min, 2. September 2018 in Berlin (ugandischer Rekord)
  - 1500 Meter (Halle): 4:02,78 min, 6. Februar 2024 in Toruń (ugandischer Rekord)